# Махатадзе, Емелиан Тариелович
Емелиан Тариелович Махатадзе (1885 год, Шорапанский уезд, Кутаисская губерния, Российская империя — неизвестно, Зестафонский район, Грузинская ССР) — звеньевой колхоза имени 18 партсъезда Зестафонского района, Грузинская ССР. Герой Социалистического Труда (1949).

## Биография
Родился в 1885 году в крестьянской семье в одном из сельских населённых пунктов Шорапанского уезда. С раннего возраста трудился в сельском хозяйстве. В послевоенные годы — звеньевой виноградарского звена в колхозе имени 18 партсъезда Зестафонского района.
В 1948 году звено под его руководством собрало в среднем с каждого гектара по 76 центнеров винограда шампанских вин на площади 3 гектара. Указом Президиума Верховного Совета СССР от 9 августа 1949 года удостоен звания Героя Социалистического Труда за «получение высоких урожаев винограда в 1948 году» с вручением ордена Ленина и золотой медали «Серп и Молот» (№ 4369).
После выхода на пенсию проживал в Зестафонском районе. Дата смерти не установлена.